# Герб Старого Острополя
Герб Старого Острополя — офіційний символ села Старий Остропіль Староостропільської сільської громади Хмельницького району Хмельницької області, затверджений 20 грудня 2024 р. рiшенням № 16 XXXIII сесії сільської ради VIII скликання. Автором герба є В. М. Напиткін.

## Опис
Щит скошений чотиридільно. В першій червоній частині, мурованій золотом, срібна шестипроменева зірка, супроводжувана вгорі напівдугою зі стрілою, що виходить з неї в стовп угору, внизу — півмісяцем у балку ріжками догори. У другій і третій золотих — чорні луки з червоними тятивами і чорними стрілами з червоними вістрями і оперенням, направлені в сторони. У четвертій червоній частині три золотих безанти, один і два. Щит вписаний у золотий декоративний картуш і увінчаний червоною мурованою короною. Унизу картуша напис «СТАРИЙ ОСТРОПІЛЬ» і рік «1577».

## Символіка
Мурована перша червона частина з гербом Острозьких — символ замка, побудованого князем. Золоті частини — символ давнього городища (золото символізує дерево), луки означають битви, що відбувалися біля Острополя. Три золотих безанти (монети) — знак того, що Остропіль мав торгові зв'язки з віддаленими країнами.